# Selenicereus

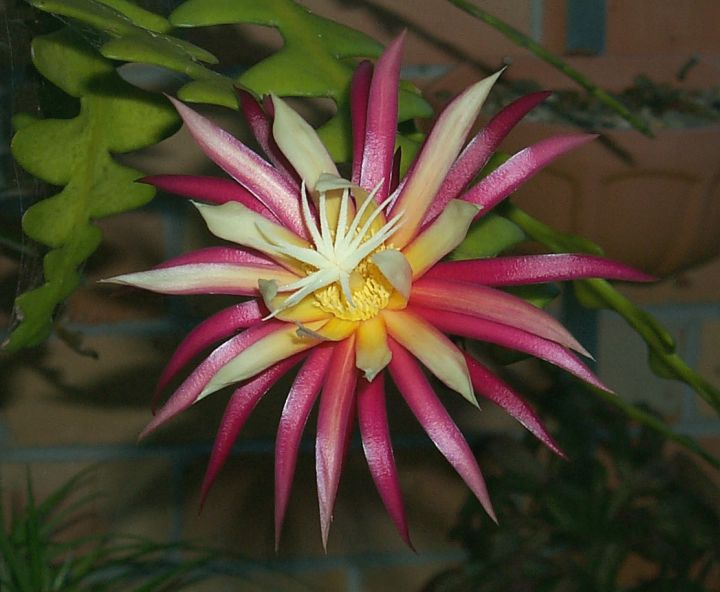
Selenicereus anthonyanus

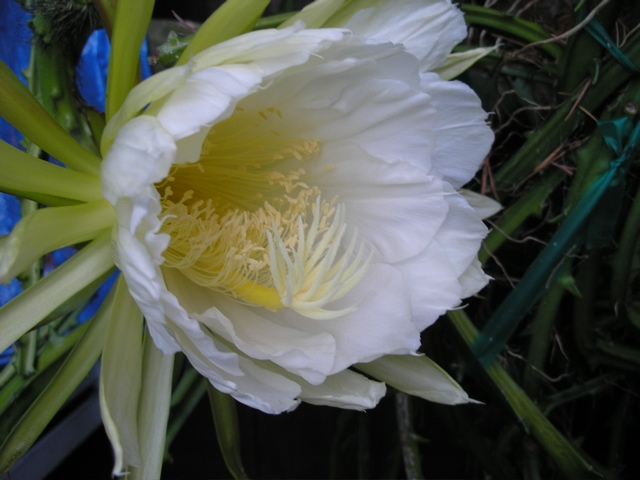
Selenicereus hamatus

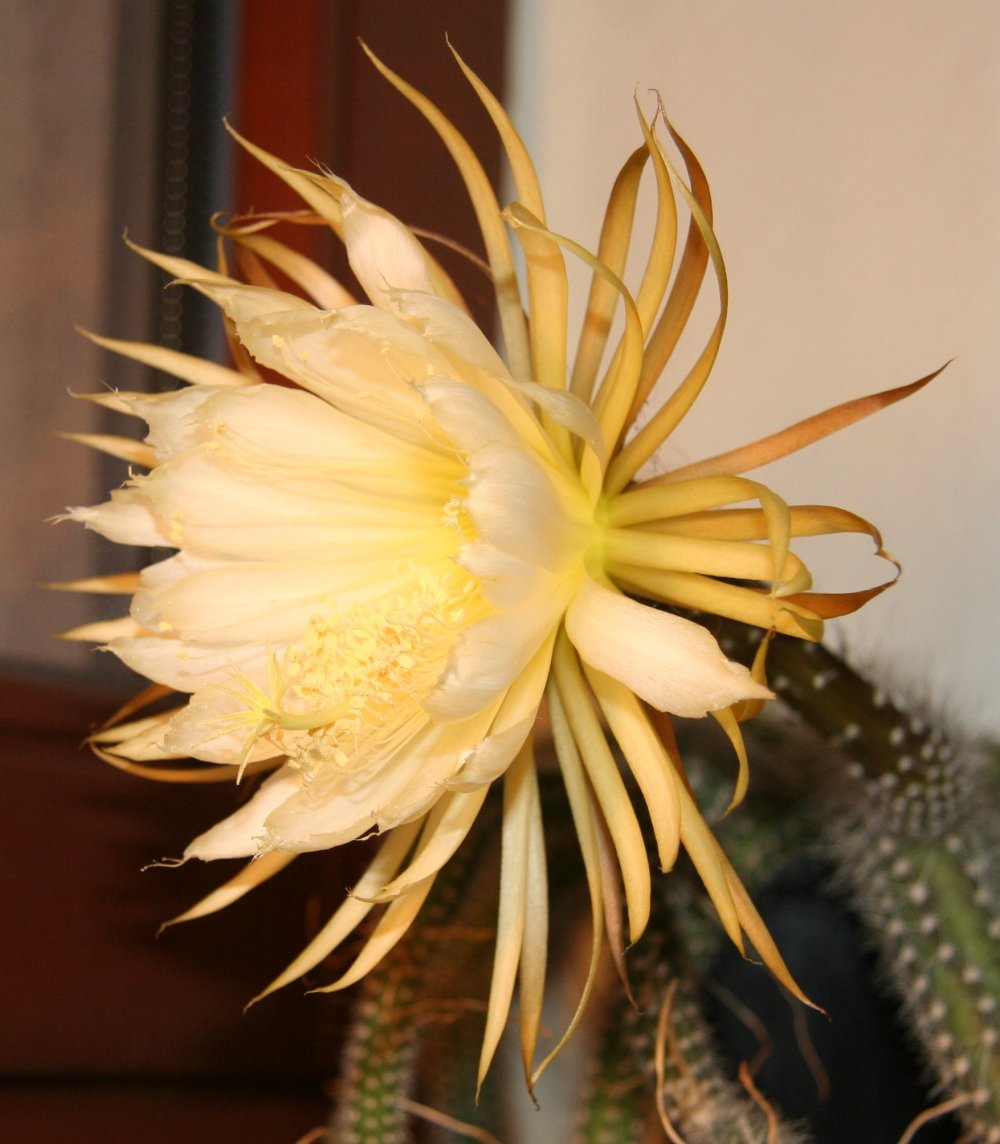
Selenicereus validus

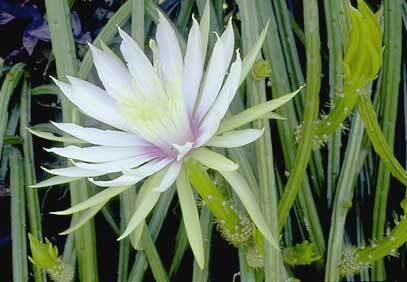
Selenicereus wercklei

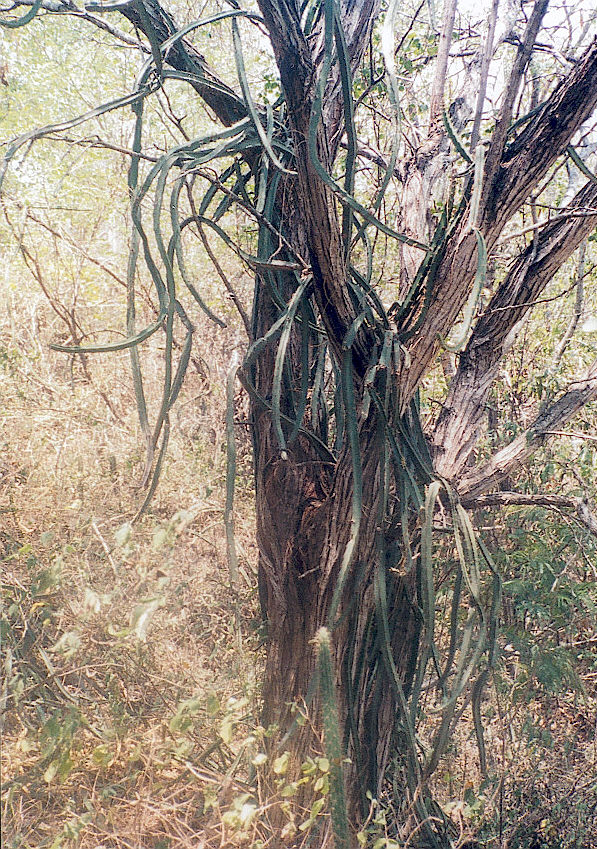
Wuchsform des Selenicereus urbanianus

Selenicereus ist eine Pflanzengattung aus der Familie der Kakteengewächse (Cactaceae). Ihr botanischer Name ist von lateinisch cera ‚Kerze‘ (vgl. Cereus) und Selene, der Mondgöttin in der griechischen Mythologie, abgeleitet und nimmt auf die in der Nacht geöffneten Blüten Bezug. Mehrere Arten der Gattung werden wegen ihrer großen, nachts geöffneten Blüten „Königin der Nacht“ genannt. Häufig ist damit Selenicereus grandiflorus gemeint.

## Beschreibung
Die Arten der Gattung Selenicereus sind schlanktriebige, stammsukkulente Sträucher. Sie wachsen terrestrisch und erklettern Begleitvegetation und/oder wachsen klimmend oder hängend teilweise oder ganz epiphytisch. Die meist 1 bis 2,5 cm dicken, mehrere Meter langen Sprosse haben bis zu zehn meist nur wenig erhabene Rippen. Manchmal sind die Sprosse aber geringkantig, stark geflügelt und bis zu blattförmigen Platykladien abgeflacht. Diese sind dann ganzrandig und werden zum Klettern eng an die Wirtspflanzen angepresst (Selenicereus testudo) oder sind tief zu einer wedelartigen Struktur eingeschnitten (Selenicereus chrysocardium). Häufig bilden die Sprosse Luftwurzeln, die sich bei Bodenkontakt in echte Wurzeln umwandeln und die Pflanzen so vegetativ vermehren. Die auf den Rippen stehenden Areolen tragen nur wenige kurze und nadelfeine Dornen sowie manchmal kurzlebige Haare.
Die einzeln aus den Areolen erscheinenden Blüten sind auf eine Bestäubung durch Fledertiere spezialisiert. Sie öffnen sich nachts, häufig nur für wenige Stunden einer Nacht („Königin der Nacht“), manchmal auch wenige Nächte hintereinander. Mit bis zu 30 cm Länge und Durchmesser sind sie sehr groß und meist angenehm duftend, selten geruchlos. Ovarien und Blütenröhren sind außen kurz bedornt und manchmal behaart. Die äußeren Blütenhüllblätter sind rötlich bis bräunlich, die inneren sind weiß bis blass gelb. Die zahlreichen Staubblätter stehen in zwei Gruppen, der Griffel ist lang, dick und oft hohl. Die nach einer Befruchtung entstehenden großen Früchte sind meist rot, selten gelb, und enthalten viele Samen in einem saftigen Fruchtfleisch.

## Systematik und Verbreitung
Das Verbreitungsgebiet der Gattung Selenicereus erstreckt sich vom Süden der Vereinigten Staaten über Mexiko, Mittelamerika und die Karibik bis in den Norden von Südamerika.
Alwin Berger stellte Selenicereus 1905 als Untersektion von Cereus (Cereus subsect. Selenicereus) auf. Nathaniel Lord Britton und Joseph Nelson Rose erhoben die Untersektion 1909 in den Rang einer Gattung. Die Typusart der Gattung ist Selenicereus grandiflorus.

### Systematik nach N.Korotkova et al. (2021) und N.Korotkova, Borsch und Arias (2017)
Die Gattung umfasst die folgenden Arten:
- Selenicereus alliodorus (Gómez-Hin. & H.M.Hern.) S.Arias & N.Korotkova ex D.R.Hunt
- Selenicereus anthonyanus (Alexander) D.R.Hunt
- Selenicereus atropilosus Kimnach
- Selenicereus calcaratus (F.A.C.Weber) D.R.Hunt
- Selenicereus costaricensis (F.A.C.Weber) S.Arias & N.Korotkova
- Selenicereus dorschianus Ralf Bauer[5]
- Selenicereus escuintlensis (Kimnach) D.R.Hunt
- Selenicereus extensus (Salm-Dyck ex DC.) Leuenb.
- Selenicereus glaber (Eichlam) S.Arias & N.Korotkova ex D.R.Hunt
  - Selenicereus glaber subsp. glaberi
  - Selenicereus glaber subsp. mirandae (Bravo) S.Arias & N.Korotkova ex M. van der Meer
- Selenicereus grandiflorus (L.) Britton & Rose
  - Selenicereus grandiflorus subsp. donkelaarii (Salm-Dyck) Ralf Bauer
  - Selenicereus grandiflorus subsp. grandiflorus
  - Selenicereus grandiflorus subsp. hondurensis (K.Schum. ex Weing.) Ralf Bauer
  - Selenicereus grandiflorus subsp. lautneri Ralf Bauer
- Selenicereus guatemalensis (Eichlam ex Weingart) D.R.Hunt
- Selenicereus hamatus (Scheidw.) Britton & Rose
- Selenicereus inermis (Otto ex Pfeiff.) Britton & Rose
- Selenicereus megalanthus (K.Schum. ex Vaupel) Moran
- Selenicereus minutiflorus (Britton & Rose) D.R.Hunt
- Selenicereus monacanthus (Lem.) D.R.Hunt
- Selenicereus murrillii Britton & Rose
- Selenicereus nelsonii (Weing.) Britton & Rose
- Selenicereus ocamponis (Salm-Dyck) D.R.Hunt
- Selenicereus pteranthus (Link ex A.Dietr.) Britton & Rose
  - Selenicereus pteranthus f. macdonaldeae (Hook.) Ralf Bauer
  - Selenicereus pteranthus f. pteranthusi
- Selenicereus purpusii (Weing.) S.Arias & N.Korotkova ex D.R.Hunt
- Selenicereus setaceus (Salm-Dyck ex DC.) Werderm.
- Selenicereus spinulosus (DC.) Britton & Rose
- Selenicereus stenopterus (F.A.C.Weber) D.R.Hunt
- Selenicereus tonduzii (F.A.C.Weber) S.Arias & N.Korotkova ex D.R.Hunt
- Selenicereus triangularis (L.) D.R.Hunt
- Selenicereus tricae D.R.Hunt
- Selenicereus trigonus (Haw.) S.Arias & N.Korotkova
- Selenicereus undatus (Haw.) D.R.Hunt
- Selenicereus vagans (K.Brandegee) Britton & Rose
- Selenicereus validus S.Arias & U.Guzmán

Synonyme der Gattung sind Cereus subsect. Selenicereus A.Berger (1905), Cereus subg. Hylocereus A.Berger (1905), Hylocereus (A.Berger) Britton & Rose (1909), Werckleocereus Britton & Rose (1909), Mediocactus Britton & Rose (1920), Wilmattea Britton & Rose (1920) und Cryptocereus Alexander (1950).

### Systematik nach E.F.Anderson/Eggli (2005)
Die Gattung umfasst die folgenden Arten in fünf Sektionen
- Sektion Selenicereus
  - Selenicereus atropilosus Kimnach
  - Selenicereus coniflorus (Weing.) Britton & Rose = Selenicereus grandiflorus subsp. grandiflorus
  - Selenicereus donkelaarii (Salm-Dyck) Britton & Rose ≡ Selenicereus grandiflorus subsp. donkelaarii (Salm-Dyck) Ralf Bauer
  - Selenicereus grandiflorus (L.) Britton & Rose
    - Selenicereus grandiflorus subsp. grandiflorus
    - Selenicereus grandiflorus subsp. lautneri Ralf Bauer

  - Selenicereus hamatus (Scheidw. ex Pfeiff.) Britton & Rose
  - Selenicereus hondurensis (K.Schum. ex Weing.) Britton & Rose ≡ Selenicereus grandiflorus subsp. hondurensis (K.Schum. ex Weing.) Ralf Bauer
  - Selenicereus macdonaldiae (Hook.) Britton & Rose ≡ Selenicereus pteranthus f. macdonaldeae (Hook.) Ralf Bauer
  - Selenicereus nelsonii (Weing.) Britton & Rose
  - Selenicereus pteranthus (Link ex A.Dietr.) Britton & Rose
  - Selenicereus rubineus Kimnach = Selenicereus inermis (Otto ex Pfeiff.) Britton & Rose
  - Selenicereus urbanianus (Gürke & Weing.) Britton & Rose = Selenicereus grandiflorus subsp. grandiflorus
  - Selenicereus validus S.Arias & U.Guzmán

- Sektion Salmdyckia D.R.Hunt
  - Selenicereus extensus (Salm-Dyck ex DC.) Leuenb.
  - Selenicereus inermis (Otto ex Pfeiff.) Britton & Rose
  - Selenicereus innesii Kimnach
  - Selenicereus megalanthus (K.Schum. ex Vaupel) Moran
  - Selenicereus murrillii Britton & Rose
  - Selenicereus setaceus (Salm-Dyck ex DC.) Werderm.
  - Selenicereus spinulosus (DC.) Britton & Rose
  - Selenicereus tricae D.R.Hunt
  - Selenicereus vagans (K.Brandegee) Britton & Rose
  - Selenicereus wercklei (F.A.C.Weber) Britton & Rose = Selenicereus inermis (Otto ex Pfeiff.) Britton & Rose

- Sektion Cryptocereus (Alexander) D.R.Hunt
  - Selenicereus anthonyanus (Alexander) D.R.Hunt

- Sektion Strophocactus (Britton & Rose) D.R.Hunt
  - Selenicereus wittii (K.Schum.) G.D.Rowley

- Sektion Deamia (Britton & Rose) D.R.Hunt
  - Selenicereus testudo (Karw.) Buxb.

Synonyme für die Gattung sind Strophocactus Britton & Rose, Deamia Britton & Rose, Mediocactus Britton & Rose, Cryptocereus Alexander, Pseudoselenicereus Innes und Chiapasophyllum Doweld.